# Wahlrod
Wahlrod település Németországban, Rajna-vidék-Pfalz tartományban. Lakosainak száma 883 fő (2023. december 31.).

## Népesség
A település népességének változása:
| Lakosok száma | 728  | 849  | 860  | 870  | 870  | 883  |
|               | 1975 | 2017 | 2019 | 2021 | 2022 | 2023 |